# Generi di Theridiidae
La famiglia di ragni Theridiidae è fra le più soggette a cambiamenti e a spostamenti:

al 2006 era composta da 87 generi e 2248 specie;

al 2009 il numero dei generi era di 109 e quello delle specie di 2295;

al 2010 il numero dei generi era di 112 e quello delle specie di 2297;

al 2012 il numero dei generi è di 121 e quello delle specie di 2351; (da aggiungere 34 generi fossili noti finora)

È la prova che in questi anni la sistematica di questa famiglia è in continua evoluzione dal punto di vista filogenetico, grazie anche a notevoli progressi nello studio della morfologia dei vari generi e nelle approfondite conoscenze molecolari.

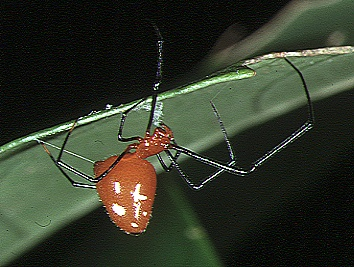
Argyrodes flavescens, femmina

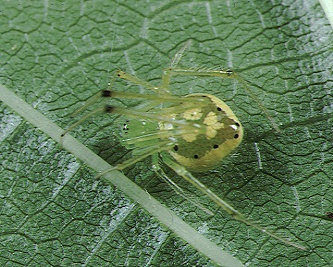
Chrysso sasakii, femmina

Chrosiotes niteroi, femmina, disegno

Di seguito si riporta l'elenco esaustivo dei 121 generi noti a tutt'oggi seguendo la suddivisione in sottofamiglie adottata dall'entomologo Joel Hallan:

## Argyrodinae
- Argyrodinae

1. Argyrodella Saaristo, 2006 - Isole Seychelles
2. Argyrodes Simon, 1864 - cosmopolita
3. Ariamnes Thorell, 1869 - Hawaii, Argentina, Cina, Costarica, Australia, Africa centrale, Brasile
4. Deelemanella Yoshida, 2003 - Borneo
5. Faiditus Keyserling, 1884 - Americhe, Myanmar, Giappone
6. Neospintharus Exline, 1950 - Messico, USA, Brasile, Cina, Corea, Giappone
7. Rhomphaea L. Koch, 1872 - Mozambico, Brasile, Argentina, Celebes, Cina, Tanzania, Giappone, Nuova Zelanda
8. Spheropistha Yaginuma, 1957 - Giappone, Taiwan, Cina, Corea

## Hadrotarsinae
- Hadrotarsinae

1. Anatea Berland, 1927 - Nuova Caledonia
2. Anatolidion Wunderlich, 2008 - Turchia
3. Audifia Keyserling, 1884 - Brasile, Guinea-Bissau, Congo
4. Cameronidion Wunderlich, 2011 - Malaysia
5. Canalidion Wunderlich, 2008 - USA, Canada, Norvegia, Finlandia, Russia
6. Dipoena Thorell, 1869 - pressoché cosmopolita
7. Dipoenata Wunderlich, 1988 - Venezuela, Panama, Brasile, Isole Canarie, Malta
8. Emertonella Bryant, 1945 - dagli USA all'Argentina, dallo Sri Lanka alle Isole Ryukyu
9. Euryopis Menge, 1868 - America settentrionale, Africa centrale, Kazakistan, Giappone, Italia, Francia, Spagna, Cina
10. Eurypoena Wunderlich, 1992 - Isole Canarie
11. Gmogala Keyserling, 1890 - Nuova Guinea, Australia
12. Guaraniella Baert, 1984 - Paraguay, Brasile
13. Hadrotarsus Thorell, 1881 - Tasmania, Nuova Guinea, Taiwan
14. Lasaeola Simon, 1881 - regione olartica
15. Phycosoma O. P.-Cambridge, 1879 - pressoché cosmopolita
16. Yaginumena Yoshida, 2002 - Giappone, Abkhazia, Corea, Azerbaigian, Russia, Cina
17. Yoroa Baert, 1984 - Nuova Guinea, Queensland (Australia)

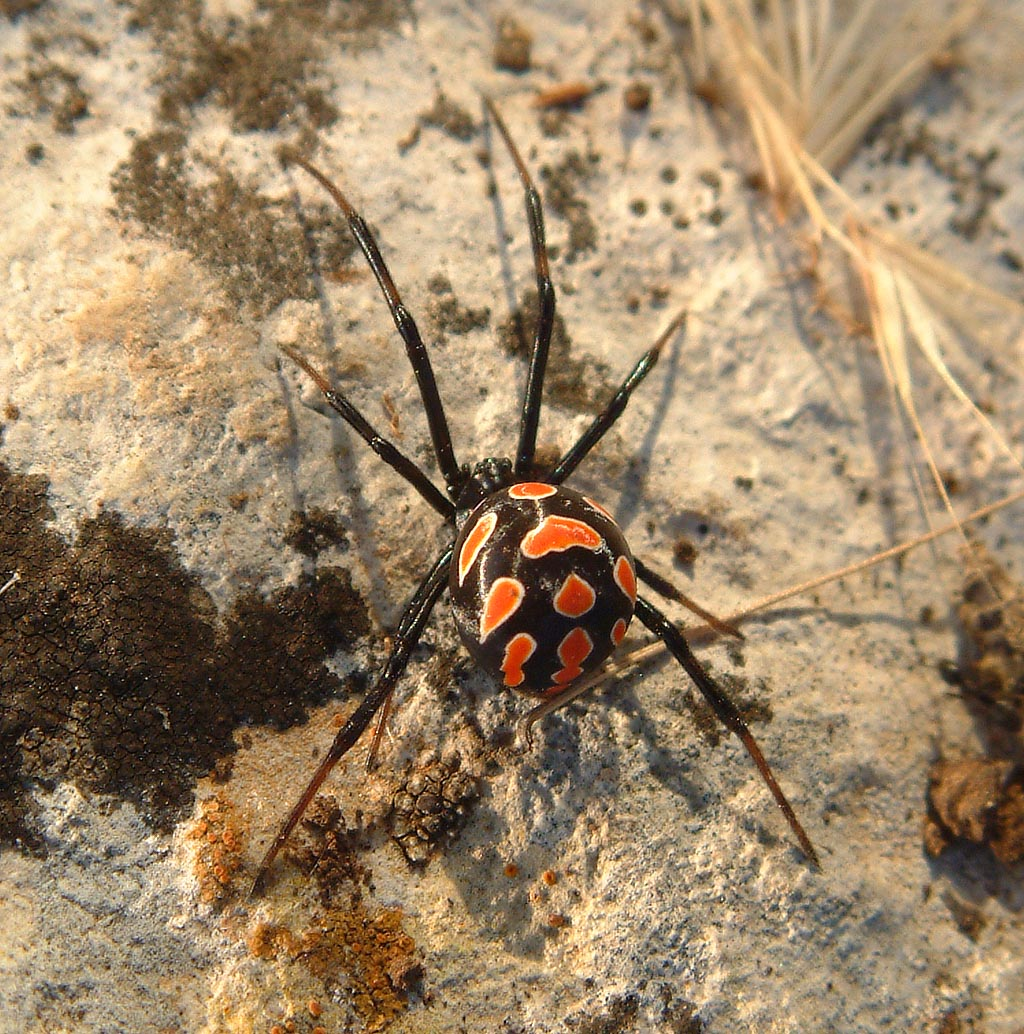
Latrodectus tredecimguttatus, femmina

## Latrodectinae
- Latrodectinae Petrunkevitch, 1928

1. Asagena Sundevall, 1833[5] - regione paleartica
2. Crustulina Menge, 1868 - regione olartica e paleartica
3. Latrodectus Walckenaer, 1805 - cosmopolita
4. Parasteatoda Archer, 1946 - cosmopolita
5. Steatoda Sundevall, 1833 - cosmopolita

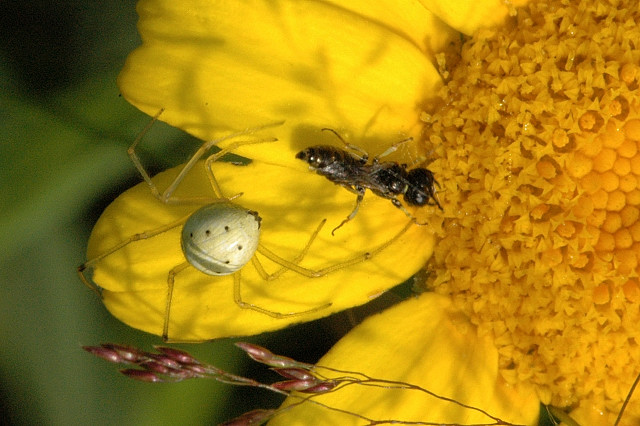
Enoplognatha ovata con la preda

## Pholcommatinae
- Pholcommatinae Simon, 1894

1. Asygyna Agnarsson, 2006 - Madagascar
2. Carniella Thaler & Steinberger, 1988 - Thailandia, Cina, Sumatra, Angola, Belgio, Austria, Germania
3. Cerocida Simon, 1894 - Venezuela, Brasile, Guyana
4. Craspedisia Simon, 1894 - Brasile, Cina, Hispaniola
5. Enoplognatha Pavesi, 1880 - cosmopolita
6. Helvidia Thorell, 1890 - Sumatra
7. Magnopholcomma Wunderlich, 2008 - Queensland (Australia)
8. Nesopholcomma Ono, 2010 - Giappone
9. Pholcomma Thorell, 1869 - USA, Europa, Nordafrica, Azerbaigian, Giappone, Cina, Brasile, Argentina
10. Phoroncidia Westwood, 1835 India, Giappone, Guinea equatoriale, USA, Canada, Madagascar, Filippine, Sumatra
11. Proboscidula Miller, 1970 - Angola, Ruanda
12. Robertus O. P.-Cambridge, 1879 - regione olartica e paleartica
13. Selkirkiella Berland, 1924 - Cile
14. Styposis Simon, 1894 - dagli USA alla Colombia, Venezuela, Brasile, Congo, Cile
15. Theonoe Simon, 1881 - Francia, Spagna, Romania, Russia, Ucraina, Tanzania, Germania, USA, Canada
16. Wirada Keyserling, 1886 - Venezuela, Ecuador, Perù, Brasile

## Sphintharinae
- Sphintharinae

1. Brunepisinus Yoshida & Koh, 2011 - Borneo
2. Chrosiothes Simon, 1894 - Americhe, Cina, Corea, Giappone
3. Episinus Walckenaer, in Latreille, 1809 - pressoché cosmopolita
4. Moneta O. P.-Cambridge, 1870 - Australia, Nuova Zelanda, dall'Africa a Taiwan, Cina, Corea
5. Neopisinus Marques, Buckup & Rodrigues, 2011 - Americhe
6. Pycnoepisinus Wunderlich, 2008 - Kenya
7. Spintharus Hentz, 1850 - dagli USA alla Bolivia, Brasile
8. Stemmops O. P.-Cambridge, 1894 - dagli USA a Panama, Brasile, Bolivia, Cina, Corea, Giappone
9. Thwaitesia O. P.-Cambridge, 1881 - da Panama al Paraguay, Sumatra, Algeria, Tanzania, Madagascar

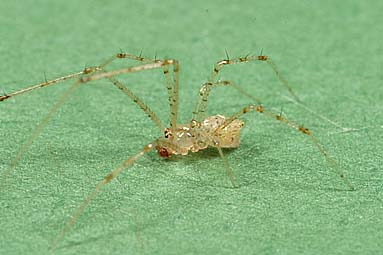
Chrysso pulcherrima, maschio

## Theridiinae
- Theridiinae

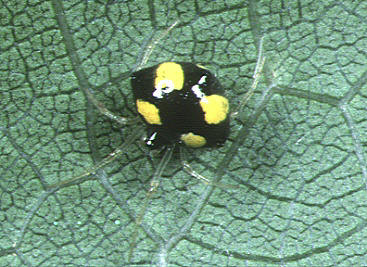
Theridula gonygaster, femmina

1. Achaearanea Strand, 1929 - pressoché cosmopolita
2. Achaearyopa Barrion & Litsinger, 1995 - Filippine
3. Achaeridion Wunderlich, 2008 - Europa, Russia
4. Ameridion Wunderlich, 1995 - America centrale, Messico
5. Borneoridion Deeleman & Wunderlich, 2011 - Borneo
6. Cabello Levi, 1964 - Venezuela
7. Cephalobares O. P.-Cambridge, 1870 - Sri Lanka
8. Chikunia Yoshida, 2009 - Russia, Cina, Corea, Giappone
9. Chrysso O. P.-Cambridge, 1882 - pressoché cosmopolita
10. Coleosoma O. P.-Cambridge, 1882 - cosmopolita
11. Cryptachaea Archer, 1946[6] - pressoché cosmopolita
12. Cyllognatha L. Koch, 1872 - Isole Samoa, India, Isola Lord Howe
13. Dipoenura Simon, 1908 - Cina, Vietnam, Sierra Leone
14. Echinotheridion Levi, 1963 - Brasile, Argentina, Venezuela, Isole Canarie
15. Exalbidion Wunderlich, 1995 - dalle Indie Occidentali al Brasile
16. Grancanaridion Wunderlich, 2011 - isole Canarie
17. Helvibis Keyserling, 1884 - Brasile, Perù, Cile, Panama
18. Hentziectypus Archer, 1946[6] - dagli USA al Venezuela, Cuba
19. Heterotheridion Wunderlich, 2008 - regione paleartica
20. Histagonia Simon, 1895 - Sudafrica
21. Jamaitidion Wunderlich, 1995 - Giamaica
22. Macaridion Wunderlich, 1992 - Madeira
23. Molione Thorell, 1892 - Borneo, Malaysia, Singapore, Sumatra, Taiwan
24. Neottiura Menge, 1868 - regione olartica
25. Nesticodes Archer, 1950 - regione pantropicale
26. Nipponidion Yoshida, 2001 - Giappone
27. Ohlertidion Wunderlich, 2008 - regione olartica
28. Okumaella Yoshida, 2009 - Giappone
29. Paratheridula Levi, 1957 - dagli USA al Cile
30. Phylloneta Levi, 1957[7] - regione olartica e paleartica
31. Platnickina Koçak & Kemal, 2008 - regione olartica e pantropicale
32. Propostira Simon, 1894 - India, Sri Lanka
33. Ruborridion Wunderlich, 2011 - Mediterraneo
34. Rugathodes Archer, 1950 - Regione olartica
35. Sardinidion Wunderlich, 1995 - Europa, Russia, Ucraina, Nordafrica
36. Sesato Saaristo, 2006 - Isole Seychelles
37. Seycellesa Koçak & Kemal, 2008 - Isole Seychelles
38. Simitidion Wunderlich, 1992 - regione olartica
39. Spinembolia Saaristo, 2006 - Isole Seychelles
40. Stoda Saaristo, 2006 - Isole Seychelles
41. Takayus Yoshida, 2001 - Cina, Corea, Giappone, Russia
42. Tekellina Levi, 1957 - Brasile, USA
43. Theridion Walckenaer, 1805 - cosmopolita
44. Theridula Emerton, 1882 - cosmopolita
45. Thymoites Keyserling, 1884 - pressoché cosmopolita
46. Tidarren Chamberlin & Ivie, 1934 - Africa, dagli USA all'Argentina, Yemen
47. Wamba O. P.-Cambridge, 1896 - dal Canada al Brasile, Indie Occidentali
48. Yunohamella Yoshida, 2007 - Russia, Corea, Giappone, regione olartica

## Incertae sedis
- incertae sedis (16 generi)

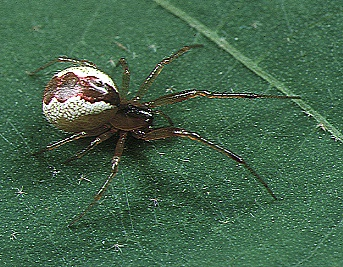
Anelosimus crassipes femmina

1. Allothymoites Ono, 2007 - Giappone
2. Anelosimus Simon, 1891 - pressoché cosmopolita
3. Bardala Saaristo, 2006 - atollo di Aldabra
4. Chorizopella Lawrence, 1947 - Sudafrica
5. Coscinida Simon, 1895 - regioni intertropicali
6. Hetschkia Keyserling, 1886 - Brasile
7. Icona Forster, 1955 - Isole Auckland, Isole Campbell
8. Kochiura Archer, 1950 - Cile, Isole Canarie, Isole Capo Verde, Brasile
9. Landoppo Barrion & Litsinger, 1995 - Filippine
10. Montanidion Wunderlich, 2011 - Malaysia
11. Nanume Saaristo, 2006 - Isola di Aldabra
12. Nojimaia Yoshida, 2009 - Giappone
13. Paidiscura Archer, 1950 - dal Nordafrica al Medio Oriente, dal Mediterraneo occidentale all'Uzbekistan
14. Tamanidion Wunderlich, 2011 - Malaysia
15. Tomoxena Simon, 1895 - Sumatra, Giava, India
16. Zercidium Benoit, 1977 - Isola di Sant'Elena

## Generi fossili
1. Balticoridion Wunderlich, 2008 †, Paleogene
2. Balticpholcomma Wunderlich, 2008 †, Paleogene
3. Caudasinus Wunderlich, 2008 †, Paleogene
4. Clavibertus Wunderlich, 2008 †, Paleogene
5. Clya C. L. Koch & Berendt, 1854 †, Eocene
6. Cornutidion Wunderlich, 1988 †, Neogene
7. Cymbiopholcomma Wunderlich, 2008 †, Paleogene
8. Dipoenata Wunderlich, 1988 †, Neogene
9. Eoasagena Wunderlich, 2008 †, Paleogene
10. Eolyrifer Wunderlich, 2008 †, Paleogene
11. Eomysmena Petrunkevitch, 1942 †, Paleogene, Neogene
12. Eoteutana Wunderlich, 2008 †, Paleogene
13. Euryopus Menge in C. L. Koch & Berendt, 1854 †, Paleogene
14. Femurraptor Wunderlich, 2011 †, Neogene
15. Globulidion Wunderlich, 2008 †, Paleogene
16. Hyrsutipalpus Wunderlich, 2008 †, Paleogene
17. Kochiuridion Wunderlich, 2008 †, Paleogene
18. Medela Petrunkevitch, 1942 †, Paleogene
19. Mimetidion Wunderlich, 2008 †, Paleogene
20. Nanomysmena Petrunkevitch, 1958 †, Paleogene
21. Nanosteatoda Wunderlich, 2008 †, Paleogene
22. Obscuropholcomma Wunderlich, 2008 †, Paleogene
23. Praetereuryopis Wunderlich, 2008 †, Paleogene
24. Pronepos Petrunkevitch, 1963 †, Neogene
25. Protosteatoda Wunderlich, 2008 †, Paleogene
26. Pseudoteutana Wunderlich, 2008 †, Paleogene
27. Rugapholcomma Wunderlich, 2008 †, Paleogene
28. Spinisinus Wunderlich, 2008 †, Paleogene
29. Spinitharinus Wunderlich, 2008 †, Paleogene
30. Succinobertus Wunderlich, 2008 †, Paleogene
31. Succinura Wunderlich, 2008 †, Paleogene
32. Thyelia C. L. Koch & Berendt, 1854 †, Paleogene
33. Unispinatoda Wunderlich, 2008 †, Paleogene
34. Vicipholcomma Wunderlich, 2008 †, Paleogene

## Generi trasferiti, inglobati, non più in uso
- Keijia Yoshida, 2001[8]
- Marianana Georgescu, 1989[9]
- Monetoculus Wunderlich, 2008[10] - Malaysia
- Seycellocesa Koçak & Kemal, 2008[11] - Isole Seychelles, regione paleartica